# Pont terrestre

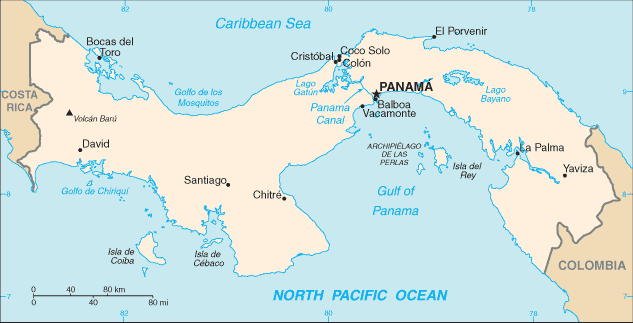
El Istme de Panamà és un pont de terra l'aparició fa 3 milions d'anys va permetre el Gran Intercanvi Americà.

Evolució del Pont de Beríngia.

Mapa de Sahul i Sunda, masses terrestres que han proporcionat ponts terrestres en diversos punts del Plistocè

A l'entorn de la biogeografia, un  pont terrestre, pont de terra o pont continental, és un istme o també una connexió àmplia entre àrees terrestres d'una altra manera separades, el que va permetre a animals i plantes terrestres creuar i colonitzar noves terres. Els ponts de terra poden ser creats per regressió marina, en què el nivell del mar va caure, exposant zones someres de poca profunditat, abans seccions submergides de la plataforma continental, o quan es van crear noves terres per la tectònica de plaques, o ocasionalment quan el fons del mar es va elevar a causa de la recuperació post-glacial després d'una glaciació.

## Exemples destacats
Alguns destacats exemples de ponts terrestres són els següents:
- El pont terrestre de Beríngia, que intermitentment va connectar Àsia amb Amèrica del Nord quan el nivell del mar va pujar sota l'efecte de les edats de gel;
- L'istme de Panamà, que amb la seva aparició fa 3 milions d'anys va permetre el Gran Intercanvi Americà;
- La península del Sinaí, que uneix Àfrica i Euràsia;
- La Doggerland, una antiga massa de terra al sud del mar del Nord que connectava l'illa de Gran Bretanya a la part continental europea durant l'última edat de gel.

## La teoria dels ponts de terra
Al segle xix una sèrie de científics van observar similituds geològiques i zoològiques desconcertants entre zones molt distants entre si. Per resoldre aquests problemes,
| «                    | (...) cada vegada que els geòlegs i paleontòlegs estaven davant d'una pèrdua per explicar les òbvies similituds transoceàniques de la vida que deduïen dels registres fòssils, esmolaven seus llapis i traçaven ponts terrestres entre els continents apropiats. | » |
| — William R. Corliss | |   |

El concepte va ser proposat per primera vegada pel geòleg suís-nord-americà Jules Marcou (1824-1898) en  Lettres sud Les Roches du Jura. 
Alguns d'aquests hipotètics ponts de terra van ser els següents:
- Lemuria, a l'oceà Índic;
- Archiboreis, a l'Atlàntic Nord;
- Archatlantis, de les Antilles al Nord d'Àfrica;
- Archhelenis, des de Brasil a Sud-àfrica;
- Archigalenis, des d'Amèrica Central a través de Hawaii fins al nord-est d'Àsia;
- Archinotis, des d'Amèrica del Sud a l'Antàrtida.

Tots ells van quedar obsolets amb l'acceptació gradual de la deriva continental i el desenvolupament de la tectònica de plaques a mitjan segle xx.